# Enäjärvi (sjö i Björneborg, Satakunta)
Enäjärvi är en sjö i kommunen Björneborg i landskapet Satakunta i Finland. Arean är 45 hektar och strandlinjen är 4,79 kilometer lång. Sjön  ingår i Bottenhavets kustområde.   Den ligger omkring 11 kilometer nordväst om Björneborg och omkring 240 kilometer nordväst om Helsingfors. 
I sjön finns ön Keskiluoto. 